# Liste der Kulturdenkmale im Concelho Sobral de Monte Agraço
In der Liste der Kulturdenkmale im Concelho Sobral de Monte Agraço sind alle Kulturdenkmale des portugiesischen Kreises Sobral de Monte Agraço aufgeführt.

## Kulturdenkmale nach Freguesia

### Santo Quintino
|   | Offizielle Bezeichnung | Beschreibung | Kategorie         | Stufe | Jahr | Bild |
| - | ---------------------- | ------------ | ----------------- | ----- | ---- | ---- |
| 1 | Igreja de São Quintino |              | Sakralarchitektur | MN    | 1910 |      |

### Sobral de Monte Agraço
|   | Offizielle Bezeichnung                                                                                   | Beschreibung | Kategorie         | Stufe | Jahr | Bild |
| - | --- | ------------ | ----------------- | ----- | ---- | ---- |
| 2 | Capela de Sobral de Monte Agraço (oder Capela do Salvador do Mundo), zugehörig der Cemitério do Salvador |              | Sakralarchitektur | IIP   | 1955 |      |

Legende: PM – Welterbe; MN – Monumento Nacional; IIP – Imóvel de Interesse Público; IIM – Imóvel de Interesse Municipal; VC – Klassifizierung läuft